# Chrám Dia Olympského (Agrigento)

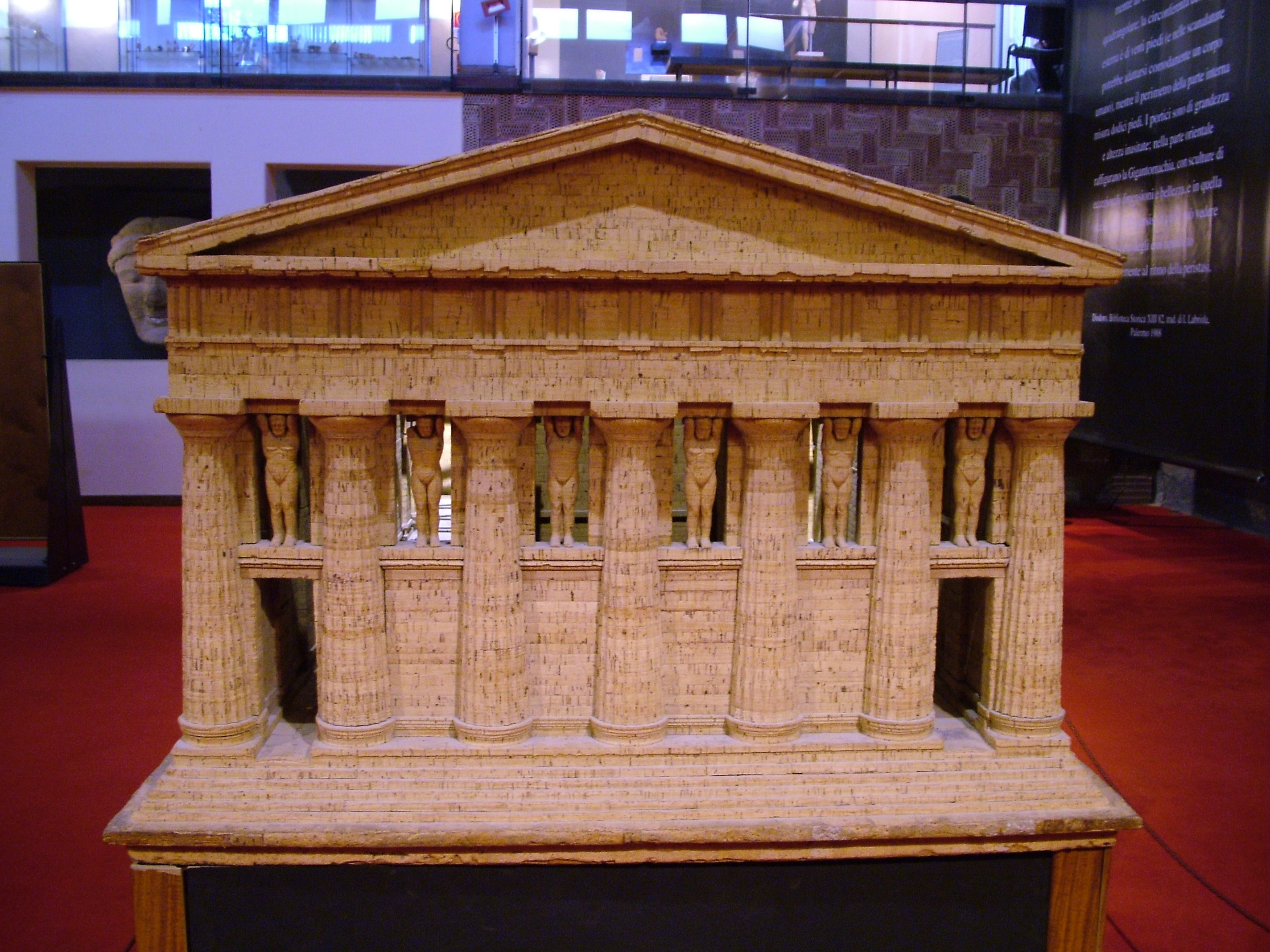
Model chrámu z Archeologického muzea v Agrigentu

Chrám Dia Olympského v Agrigentu na Sicílii byl největší postavený chrám antického dórského stylu. Nikdy nebyl dokončen, a nyní leží v troskách. Nachází se, spolu s dalšími významnými chrámy, na archeologické lokalitě Valle dei Templi.
Chrám byl pravděpodobně založen k připomenutí řeckého vítězství v bitvě u Himéry roku 480 př. n. l.. Podle Diodóra Sicilského byl postaven kartaginskými otroky, zřejmě zajatými vojáky, ale do pozdějšího ovládnutí města Kartaginci, kdy ještě chyběla střecha, nebyl dokončen. Torzo bylo postupně rozbořeno zemětřeseními a využíváním jako zdroj stavebního kamene.
Stylobat chrámu měřil 112,70 x 56,2 m, pětistupňová krepidóma byla vysoká asi 4,5 metrů a výška budovy dosahovala zhruba 20 m. Na rozdíl od většiny chrámů centrální cella nebyla obklopena samostatným peristylem, ale sloupy byly součástí zdi jako polosloupy, zatímco prostor mezi nimi byl vyzděn, aby struktura unesla velkou váhu kladí. Pro konstrukci zdiva bylo použito kvádříkové techniky. Výška polosloupů byla odhadnuta na 14,5–19,2 metrů. Čelní strana chrámu měla sedm polosloupů, boční strany potom čtrnáct. Ve výklencích v horní části prostoru mezi sloupy stáli zhruba 7,3 m vysocí atlanti.